# Segnapassi migrante
In cardiologia, il termine segnapassi migrante indica un'aritmia atriale che si verifica quando l'attività di segnapasso non avviene più a livello del nodo senoatriale, ma in altri foci dotati di automatismo. Questo spostamento dell'attività di segnapassi è identificabile sul tracciato dell'ECG poiché comporta modificazioni morfologiche dell'onda P. Si ha pertanto un'alterazione del ritmo, con cicli irregolari ma frequenza cardiaca nel range fisiologico.